# Кармановская (Кировская область)
Кармановская — деревня в Верхнекамском районе Кировской области России. Входит в состав Рудничного городского поселения.

## География
Деревня находится на северо-востоке Кировской области, в центральной части Верхнекамского района, к западу от реки Кама.
Расстояние до районного центра (города Кирс) — 36 км.

## Население
По данным Всероссийской переписи, в 2010 году численность населения деревни составляла 17 человек (7 мужчин и 10 женщин).